# 亨利一世 (安哈爾特)

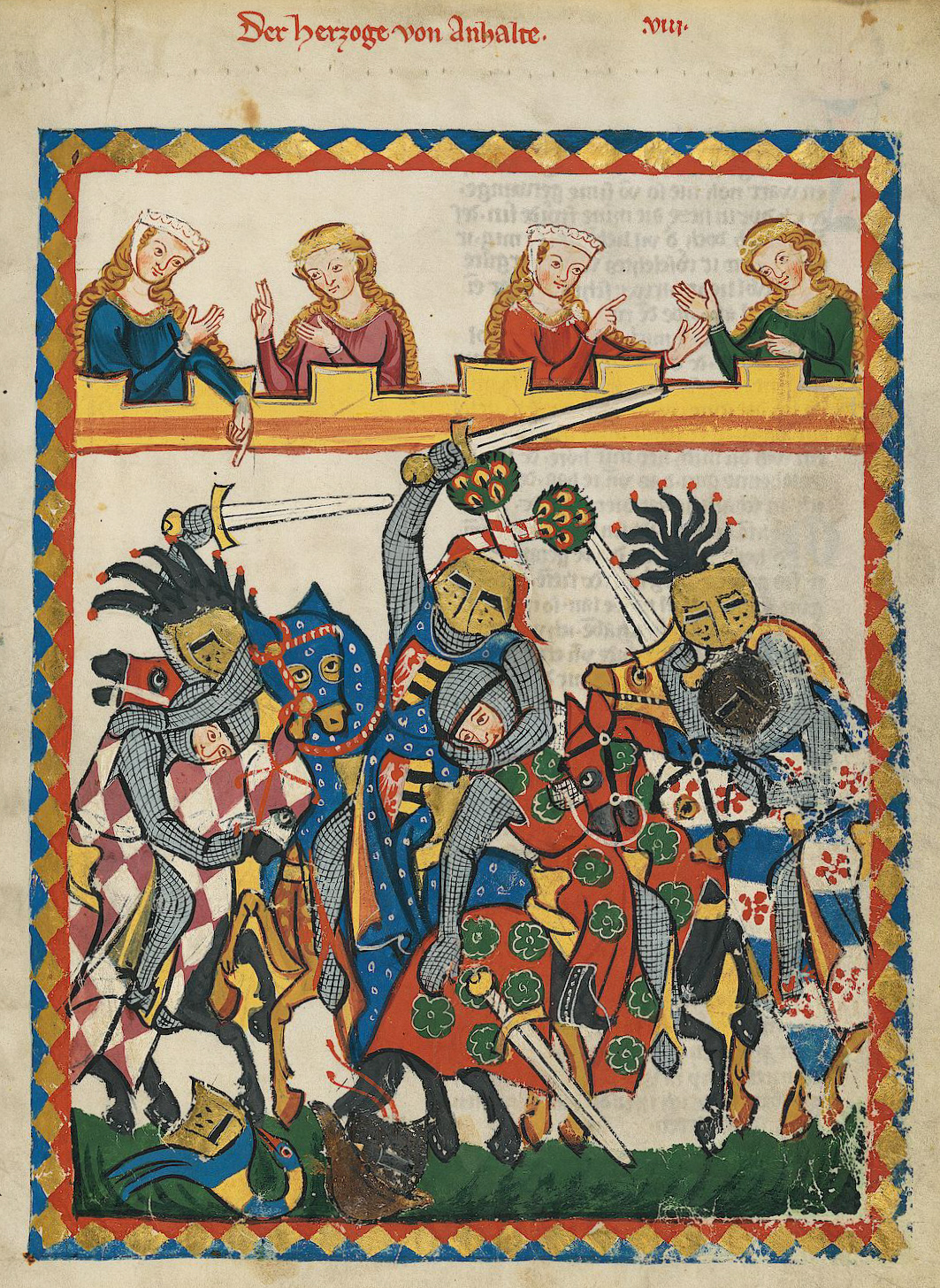
馬內塞古抄本內騎士比武中的安哈爾特亨利一世

亨利一世（約1170年—1252年），阿斯坎尼王朝安哈爾特伯爵（1212年－1218年在位），其後晉升為安哈爾特親王（1218年—1252年在位）。大熊阿爾布雷希特一世的孫子，父親為安哈爾特伯爵及巴伦施泰特伯爵與及薩克森公爵的伯恩哈德的長子，母親為丹麥國王克努特五世的女兒碧姬。
1212年，伯恩哈德逝世，薩克森公國傳位於他的次子阿爾布雷希特一世。而身為長子亨利一世繼承了安哈爾特伯國。
1218年，安哈爾特伯國被晉升為安哈爾特親王國。亨利一世也是一個著名的戀歌作家，在14世紀初，他的五首戀歌被複製到馬內塞古抄本，馬內塞古抄本是一個非常美麗的收藏。在這個收藏中，亨利一世被錯誤地稱為“公爵”。
在亨利一世去世前，亨利一世將安哈爾特根據阿斯坎尼家族的家規分給他的兒子：亨利二世繼承安哈爾特-阿舍斯萊本，伯恩哈德一世收到安哈爾特-貝恩堡，而西格弗里德一世取得安哈爾特-采尔布斯特。他另外兩名仍然在世的兒子赫爾曼和馬格努斯皆是法政牧師。